# Pseudomugil connieae
Pseudomugil connieae é uma espécie de peixe da família Pseudomugilidae.
É endémica da Papua-Nova Guiné.